# افغانستان در ۲۰۰۹
حوادث ذیل به ترتیب ماه‌ها در سال ۲۰۰۹ در افغانستان به‌وقوع پیوست.

## متولیان امور
- رئیس‌جمهور: حامد کرزی
- معاون اول رئیس‌جمهور: احمد ضیاء مسعود سپس محمد فهیم
- معاون دوم رئیس‌جمهور: کریم خلیلی
- قاضی‌القضات: عبدالسلام عظیمی

## ژانویه
- یک مسیر تدارکاتی از طریق پاکستان، با عبور از راه چمن در اوایل سال ۲۰۰۹ برا مدت کوتاهی بسته شد. در ۱۰ ژانویه، مردم قبایل از وسایل نقلیه برای انسداد راه استفاده نمودند تا علیه حمله نیروهای مبارزه با مواد مخدر پاکستانی که باعث کشته شدن یک اهالی روستا شد، تظاهرات و راه‌پیمایی نمایند. معترضان در ۱۴ ژانویه پس از آن به تظاهرات خود پایان دادند که پلیس برای آن‌ها وعده سپرد شکایات شان را به مقامات ولایتی ارجاع خواهد کرد.[۱]
- دفتر سازمان ملل متحد برای هماهنگی امور بشردوستانه، حضور مجدد خود را در افغانستان ادامه داد و افزایش کمک‌های بشردوستانه را در سال بعدی فراهم نمود.[۲]

## فوریه
- ۷–۶ فوریه، نیروهای بریتانیایی و افغان عملیات دیزل (Diesel) را در نزدیکی سنگین ولایت هلمند آغاز نمودند.

## مارس
- ۳۰ مارس ۲۰۰۹ – عملیات " Arctic Torch II.PRT"، نبردهای دسته پیاده‌نظام ۱ با ۳۰۰ جنگ‌جوی افغان در دوآب، ولایت نورستان آغاز شد که در آن دو سرباز آمریکایی زخم برداشتند. گفته می‌شود که در اثر کمک هوایی ۱۰۰ جنگ‌جوی افغان کشته شدند.
- ۴ می ۲۰۰۹ – حمله هوایی گرانای، ۸۶ الی ۱۴۵ نفر عمده تاً کودکان را هنگامی به قتل رساند که نیروهای هوایی آمریکایی روستایی در ولایت فراه را بمباران کردند.

## اوت
- در ۵ و ۶ اوت، پیاده‌نظام/تکاوران شرکت آلفا، کندک ۳ و هنگ ۷۵ تکاوران (75th Ranger Regiment)، حمله‌ای را به قرارگاه جنگی دشمن در کوه‌های شمال غربی ولایت خوست انجام دادند. هنگامی‌که این نیروها به سمت مورد هدف حرکت می‌کردند در کمین ۷ الی ۹ نفره دشمن قرار گرفتند. شورشیان در نخست علیه پیاده‌نظام/تکاوران به شلیک پرداختند و تکاوران نیز در برابر آنان آتش گشودند و در همکاری با نیروهایی هوایی و استفاده از سلاح‌های ثقیله مقابله کردند. در این درگیری ۲۰ جنگجوی دشمن توسط پیاده‌نظام/تکاوران به قتل رسانیدند، ۲ اسلحه ضدهوایی دشمن و چندین سلاح دیگر، مواد منفجره و تجهیزات نظامی در مکان مورد هدف تخریب و منهدم شدند که باعث نابودی اردوگاه بزرگ دشمن گردید. یکی از اعضای پیاده‌نظام/تکاوران پس از پایان این نبرد، نشان ستاره نقره‌ای را دریافت کرد.[۳]

## سپتامبر
- در ماه سپتامبر، شورای بین‌المللی امنیت و توسعه، نقشه‌ای را منتشر کرد که نشان می‌داد طالبان در ۸۰ در صد بخش‌های کشور «حضور دائمی» دارند، باتوجه به این‌که «حضور دائمی» از سوی ولایات تعریف شده‌است که حداوسط یک (یا بیشتر) حملات (کشنده و غیر کشنده) شورشیان در هفته در آن صورت می‌گرفت.[۴][۵]
- از ۳ الی ۴ سپتامبر ۲۰۰۹، جنگ میان نیروهای اسپانیایی و ایتالیایی شاخه ناتو در افغانستان در برابر نیروهای طالبان و قبایل شبه‌نظامی تاجک آغاز شد که در آن ۱ اسپانیایی و ۳ شورشی زخمی شدند و ۱۳ شورشی جان باختند.[۶][۷]
- در ۴ سپتامبر ۲۰۰۹، حمله هوایی قندوز ۱۷۹ کشته برجای گذاشت. جت جنگنده F-15E آمریکایی دو تانکر تیل را که از سوی شورشیان طالب تصرف شده بود، مورد حمله قرار داد. هرچند، شماری زیادی افراد ملکی نیز در این حمله جان باختند.
- در ۹ سپتامبر ۲۰۰۹، سرویس دریایی ویژه و واحد نیروهایی افغان که از سوی گروه حمایوی نیروهای ویژه (SFSG) حمایت می‌شدند، عملیاتی را برای نجات استفن فارل انجام دادند؛ استفن فارل خبرنگاری بود که توسط طالبان در ولایت قندوز ربوده شد. این عملیات با موفقیت به پایان رسید؛ فارل نجات یافت و شماری از جنگ‌جویان طالبان کشته شدند. هرچند، یک عضو گروه حمایوی نیروهای ویژه، مترجم فارل و دو فرد ملکی در تیراندازی متقال جان خود را از دست دادند.[۸][۹]

## اکتبر
- در اکتبر ۲۰۰۹، ۷۲ مورد مرگ مرتبط با سربازان آمریکا بود که ۸ مورد آن تنها در ۲۸ اکتبر صورت گرفت. در سال ۲۰۰۹، ۲۵۵ نیروی آمریکایی‌ها جان باختند که %۴۳ افزایش نسبت به سال قبل را نشان می‌دهد.

## نوامبر
- در ۶ نوامبر ۲۰۰۹، سفیر آیکن‌بیری خطاب به هیلاری کلینتون، وزیر امورخارجه نوشت: «اعزام نیروهای اضافی، روزهای را که افغان‌ها کنترل کشورشان را به دست می‌گیرند، به تأخیر می‌اندازد و برگشتن مردم ما را به خانه طبق جدول زمانی مؤجه، اگر غیرممکن نسازد، دشوار می‌سازد. افزایش نقش ایالات متحده آمریکا و نیروهای خارجی در امنیت و حکومت‌داری، وابستگی افغان‌ها را دست کم در کوتاه مدت، افزایش خواهد داد».[۱۰]

## دسامبر
- ۷ دسامبر – حامد کرزی، رئیس‌جمهور افغانستان گفت که احتمالاً پنج سال سپری شود تا ارتش او برای مقابله با شورشیان آماده شوند. کرزی همچنین گفت که نیروهای امنیتی افغانستان ۱۵ الی ۲۰ سال دیگر به حمایت و پشتیبانی ایالات متحده آمریکا نیاز خواهند داشت.[۱۱][۱۲]
- روزنامه نیویورک تایمز بخش‌های ارزیابی «نوع متفاوت جنگ» را به عنوان اطلاع قبلی دربارهٔ تاریخ رسمی جنگ ارتش ایالات متحده آمریکا در افغانستان از اکتبر ۲۰۰۱ الی سپتامبر ۲۰۰۵ به نشر می‌رساند که قرار بود در بهار ۲۰۱۰ منتشر شود. طبق این مطالعه، برنامه‌ریزی بزرگ برای ایجاد ثبات سیاسی، اجتماعی و اقتصادی در افغانستان وجود نداشت.[۱۳][۱۴]
- طالبان پیشنهاد نمودند که به ایالات متحده آمریکا «تضمین حقوقی» می‌دهند که آن‌ها اجازه نخواهند از افغانستان برای حمله به کشورهای دیگر مورد استفاده قرار گیرد. اما هیچ پاسخ رسمی آمریکا را درپی‌نداشت.[۱۵]
- در اواسط ماه دسامبر، ارتش بریتانیا و کارگران افغان، کار ساخت جاده برزگ (Route Trident) در ولایت هلمند را آغاز کردند.[۱۶]
- در ۱۶ الی ۱۸ دسامبر ۲۰۰۹، نیروهای ائتلاف عملیات سیپتین‌تریون، عملیات ۳۶ ساعته را در دره وزبین (شرق کابل) انجام دادند. در این عملیات که ۱۱۰۰ سرباز دخیل بودند، ۸۰۰ عضو لژیون خارجی فرانسه و ۲۰۰ نیروی ویژه آمریکایی و سربازان افغان را در خود داشت. در جریان بیش از یک و نیم ساعت جنگ، چندین سرباز آمریکایی جراحت برداشتند که وضعیت سه تن آنان وخیم بود. شورشیان با استفاده از آرپی‌جی (rocket-propelled grenades)، خمپاره، مسلسل سنگین حمله کردند. نیروهای ائتلاف و نیروهای فرانسوی از گلوله‌های توپ استفاده کردند و توسط هلی‌کوپترهای فرانسوی (French Tigre) و اپاچی و جت‌های آمریکایی حمایت هوایی می‌شدند. در این نبرد، دست کم یک شورشی طالب کشته شده و سه تن دیگر آن‌ها زخم برداشتند. به گفته سخن‌گوی ارتش فرانسه، هدف عملیات سیپتین‌تریون «تصدیق مجدد تسلط و حاکمیت نیروهای امنیتی افغان در شمال دره وزبین» بود و به اهتزاز درآوردن بیرق افغانستان در یک روستا کلیدی استراتژیک بود. (درحالی‌که، ۷۵ درصد مناطق دره وزبین تحت کنترل نیروهای ائتلاف و یک گوشه آن تحت سیطره طالبان قرار داشت). این عملیات به رهبری دگرمن/سرهنگ دوم هروه والراند صورت گرفت. یک و نیم سال قبل، طالبان در یک کمین در دره وزبین در ناحیه سروبی، ۱۰ سرباز فرانسوی را کُشتند و ۲۱ تن را زخمی ساختند.[۱۷][۱۸][۱۹][۲۰][۲۱]
- در ۲۷ دسامبر ۲۰۰۹، در حمله شبانه نارنگ، ۱۰ فرد ملکی افغان که بیشتر شان شاگردان مدرسه بودند، به قتل رسیدند. این حمله ساعت دونیم شب توسط نیروهای ویژه آمریکایی در روستا غازی خان ولسؤالی نارنگ ولایت کنر انجام شد.

## آمار کشته شدگان
در سال ۲۰۰۹، به‌صورت مجموعی ۵۲۰ سرباز ناتو کشته شدند؛ ۳۱۷ سرباز آمریکایی، ۱۰۸ سرباز بریتانیایی و ۹۵ سرباز دیگر ناتو.